# 沈在英
沈在英（韓語：심재영，1995年9月14日—）是一名韓國女子跆拳道運動員。她曾經獲得2017年世界跆拳道錦標賽及2019年世界跆拳道錦標賽女子46公斤級金牌。

## 外部連結
- TaekwondoData.com （页面存档备份，存于）